# Metropolita

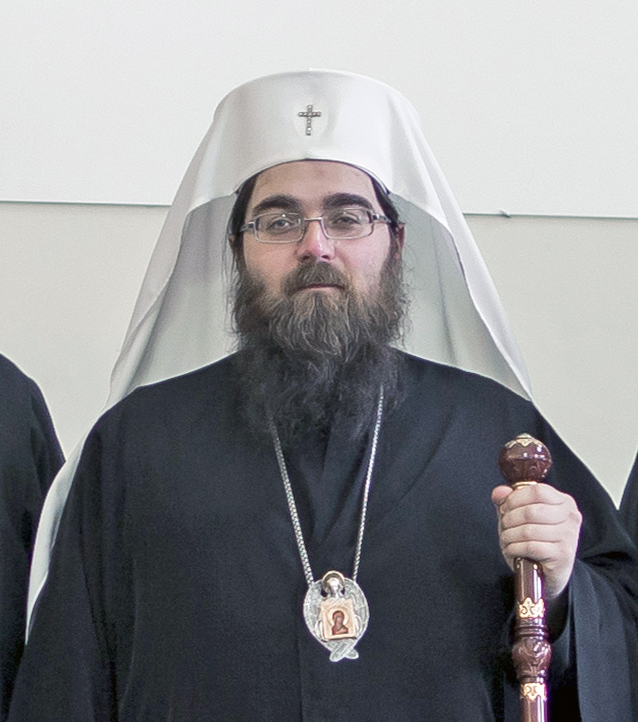
Rastislav (Gont), arcibiskup prešovský, metropolita českých zemí a Slovenska

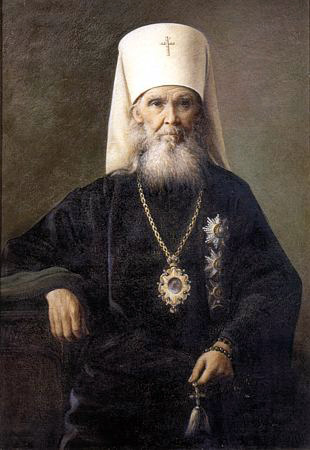
Makarij (Něvskij), metropolita moskevský (1915)

Metropolita (z řeckého μητρόπολις métropolis mateřské město) je sídelní biskup v metropoli, jenž je představeným církevní provincie.

## Původ slova
Nově zakládaná řecká města se hlásila ke svému „mateřskému městu“ (řec. μητρόπολις métropolis), odkud zakladatelé přišli a obvykle si přinesli i právní systém. Metropoli byli zavázáni pomocí a solidaritou. V raném křesťanství byl metropolita biskup v sídelním městě římské provincie, dohlížel na ostatní biskupy v provincii, svolával sněmy a podobně. Od 4. století tuto funkci postupně přejímali patriarchové, čímž význam metropolitů poklesl. Metropolita byl zprvu volen metropolitní synodou, od 7. století synoda navrhuje tři kandidáty a patriarcha z nich vybírá.

## Současné užívání

### Pravoslavné církve
V řeckých pravoslavných církvích má arcibiskup přednost před metropolitou (obvykle je však metropolita sám arcibiskupem, přičemž případnou přednost má služebně starší), v ruské, srbské, bulharské atd. církvi má naopak metropolita přednost před arcibiskupem. V obou případech nemá metropolita zvláštní autoritu nad ostatními biskupy, svolává však biskupské synody a obvykle jim předsedá.
V řeckých církvích metropolita užívá černou kamilávku, v ostatních pravoslavných církvích nosí metropolita kamilávku bílou.

### Katolická církev
Titul metropolity přísluší v katolické církvi arcibiskupovi, jenž je představeným církevní provincie. Titul metropolity proto nepřísluší titulárním ani osobním arcibiskupům, jakož ani představeným nemetropolitních arcidiecézí (např. arcibiskup trnavský není metropolitou). V dubnu 2006 stáli metropolité v čele 508 arcidiecézí, 27 arcibiskupů titul metropolity nemělo a dalších 89 arcibiskupů bylo pouze titulárních.
Ve východních katolických církvích je postavení a význam metropolity podobný jako v církvích pravoslavných.
Od Druhého vatikánského koncilu hraje významnější roli předseda biskupské konference.

### Anglikánská církev
V anglikánské církvi je metropolita představený církevní provincie, přímo podřízený primasovi národní církve. Většina metropolitů má titul arcibiskupa.